# Album al numero uno nella Billboard 200 nel 1978
Di seguito è proposta la lista degli album al numero uno nella Billboard 200 nel 1978.
Durante il 1978, 9 album hanno raggiunto la prima posizione della Billboard 200. Di questi, solamente l'album Rumours dei Fleetwood Mac aveva iniziato il suo dominio l'anno precedente, concludendo a metà gennaio la sua permanenza di 31 settimane non consecutive.

## Billboard 200
| † | Indica l'album con le migliori prestazioni del 1978. |

| Data         | Album                | Artista                 | Tot. sett. #1 | Fonti  |
| ------------ | -------------------- | ----------------------- | ------------- | ------ |
| 7 gennaio    | Rumours              | Fleetwood Mac           | 31            | [ 1 ]  |
| 14 gennaio   | Rumours              | Fleetwood Mac           | 31            | [ 2 ]  |
| 21 gennaio   | Saturday Night Fever | Bee Gees & Artisti vari | 25            | [ 3 ]  |
| 28 gennaio   | Saturday Night Fever | Bee Gees & Artisti vari | 25            | [ 4 ]  |
| 4 febbraio   | Saturday Night Fever | Bee Gees & Artisti vari | 25            | [ 5 ]  |
| 11 febbraio  | Saturday Night Fever | Bee Gees & Artisti vari | 25            | [ 6 ]  |
| 18 febbraio  | Saturday Night Fever | Bee Gees & Artisti vari | 25            | [ 7 ]  |
| 25 febbraio  | Saturday Night Fever | Bee Gees & Artisti vari | 25            | [ 8 ]  |
| 4 marzo      | Saturday Night Fever | Bee Gees & Artisti vari | 25            | [ 9 ]  |
| 11 marzo     | Saturday Night Fever | Bee Gees & Artisti vari | 25            | [ 10 ] |
| 18 marzo     | Saturday Night Fever | Bee Gees & Artisti vari | 25            | [ 11 ] |
| 25 marzo     | Saturday Night Fever | Bee Gees & Artisti vari | 25            | [ 12 ] |
| 1º aprile    | Saturday Night Fever | Bee Gees & Artisti vari | 25            | [ 13 ] |
| 8 aprile     | Saturday Night Fever | Bee Gees & Artisti vari | 25            | [ 14 ] |
| 15 aprile    | Saturday Night Fever | Bee Gees & Artisti vari | 25            | [ 15 ] |
| 22 aprile    | Saturday Night Fever | Bee Gees & Artisti vari | 25            | [ 16 ] |
| 29 aprile    | Saturday Night Fever | Bee Gees & Artisti vari | 25            | [ 17 ] |
| 6 maggio     | Saturday Night Fever | Bee Gees & Artisti vari | 25            | [ 18 ] |
| 13 maggio    | Saturday Night Fever | Bee Gees & Artisti vari | 25            | [ 19 ] |
| 20 maggio    | Saturday Night Fever | Bee Gees & Artisti vari | 25            | [ 20 ] |
| 27 maggio    | Saturday Night Fever | Bee Gees & Artisti vari | 25            | [ 21 ] |
| 3 giugno     | Saturday Night Fever | Bee Gees & Artisti vari | 25            | [ 22 ] |
| 10 giugno    | Saturday Night Fever | Bee Gees & Artisti vari | 25            | [ 23 ] |
| 17 giugno    | Saturday Night Fever | Bee Gees & Artisti vari | 25            | [ 24 ] |
| 24 giugno    | Saturday Night Fever | Bee Gees & Artisti vari | 25            | [ 25 ] |
| 1º luglio    | Saturday Night Fever | Bee Gees & Artisti vari | 25            | [ 26 ] |
| 8 luglio     | City to City         | Gerry Rafferty          | 1             | [ 27 ] |
| 15 luglio    | Some Girls           | The Rolling Stones      | 2             | [ 28 ] |
| 22 luglio    | Some Girls           | The Rolling Stones      | 2             | [ 29 ] |
| 29 luglio    | Grease               | Artisti vari            | 11            | [ 30 ] |
| 5 agosto     | Grease               | Artisti vari            | 11            | [ 31 ] |
| 12 agosto    | Grease               | Artisti vari            | 11            | [ 32 ] |
| 19 agosto    | Grease               | Artisti vari            | 11            | [ 33 ] |
| 26 agosto    | Grease               | Artisti vari            | 11            | [ 34 ] |
| 2 settembre  | Grease               | Artisti vari            | 11            | [ 35 ] |
| 9 settembre  | Grease               | Artisti vari            | 11            | [ 36 ] |
| 16 settembre | Don't Look Back      | Boston                  | 2             | [ 37 ] |
| 23 settembre | Grease               | Soundtrack              | 11            | [ 38 ] |
| 30 settembre | Grease               | Soundtrack              | 11            | [ 39 ] |
| 7 ottobre    | Don't Look Back      | Boston                  | 2             | [ 40 ] |
| 14 ottobre   | Grease               | Soundtrack              | 11            | [ 41 ] |
| 21 ottobre   | Grease               | Soundtrack              | 11            | [ 42 ] |
| 28 ottobre   | Grease               | Soundtrack              | 11            | [ 43 ] |
| 4 novembre   | Living in the USA    | Linda Ronstadt          | 1             | [ 44 ] |
| 11 novembre  | Live and More        | Donna Summer            | 1             | [ 45 ] |
| 18 novembre  | 52nd Street          | Billy Joel              | 8             | [ 46 ] |
| 25 novembre  | 52nd Street          | Billy Joel              | 8             | [ 47 ] |
| 2 dicembre   | 52nd Street          | Billy Joel              | 8             | [ 48 ] |
| 9 dicembre   | 52nd Street          | Billy Joel              | 8             | [ 49 ] |
| 16 dicembre  | 52nd Street          | Billy Joel              | 8             | [ 50 ] |
| 23 dicembre  | 52nd Street          | Billy Joel              | 8             | [ 51 ] |
| 30 dicembre  | 52nd Street          | Billy Joel              | 8             | [ 52 ] |

Note:
1. ↑  Ha raggiunto il numero uno anche nel 1977
2. ↑  Ha raggiunto il numero uno anche nel 1979